# مسجد قلعه شماره ۱
مسجد قلعه شماره ۱؛ نام مسجدی تاریخی مربوط به دورهٔ زند و دورهٔ قاجار است و در شهرستان عشق‌آباد، روستای هودر واقع شده و این اثر در تاریخ ۱۶ اسفند ۱۳۸۴ با شمارهٔ ثبت ۱۴۵۱۶ به‌عنوان یکی از آثار ملی ایران به ثبت رسیده است.